# Dirk Auerbach
Dirk Auerbach (* 7. Juli 1963 in Deutschland) ist ein deutscher Wirtschaftsprüfer, Steuerberater und Bankaufsichts-Experte. Er ist Vorstandsvorsitzender und Mehraktionär der Schalast Auerbach AG Wirtschaftsprüfungsgesellschaft und gilt als Fachmann für Bankenaufsichtsrecht, Risikomanagement und Compliance.

## Leben und Wirken
Auerbach absolvierte ein Studium in Betriebswirtschaftslehre als Diplom-Kaufmann. 1994 legte er das Examen zum Steuerberater ab, gefolgt von dem Wirtschaftsprüferexamen. Seine berufliche Laufbahn begann 1988 bei der damaligen Peat Marwick Treuhand GmbH Wirtschaftsprüfungsgesellschaft, wo Auerbach sich auf die Prüfung und Beratung ausländischer Banken spezialisierte. Ab 1993 übernahm er den Aufbau und später die Leitung der Centers of Competence Banking and Finance. Im Jahr 2000 wurde er zum Leiter der bundesweiten Einheit Regulatory Services ernannt. In dieser Funktion beriet er unter anderem zu bankenaufsichtsrechtlichen und rechtslagebezogenen Fragestellungen, Compliance, Geldwäscheprävention, Structured Finance und der Restrukturierung von Banken.
Von 2016 bis 2019 war Auerbach Partner bei Ernst & Young GmbH (EY) in Frankfurt. Dort verantwortete er das Geschäftsfeld Financial Accounting Advisory Services (FAAS) im Finanzsektor und leitete zudem das EMEIA Center of Regulatory Excellence. Im Anschluss wechselte er als Partner und Mitglied der Geschäftsleitung zur Geissbühler Weber Group, wo er als CEO für Zentral- und Osteuropa tätig war.
Am 24. November 2021 übernahm er mit der Gründung der Wirtschaftsprüfungsgesellschaft Schalast Auerbach AG den Vorsitz im Vorstand.
Parallel zu seiner Praxistätigkeit wirkt Auerbach als Lehrbeauftragter im Bereich „Financial Law“ an der Frankfurt School of Finance and Management.
Auerbach ist auch als Fachautor und Herausgeber in der regulatorischen Wirtschaftsprüfung und im Bankenaufsichtsrecht hervorgetreten.

## Publikationen (Auswahl)
- mit Daniela Klotzbach: Bilanzierung von Kreditderivaten. In: Hans-Peter Burghof et al. (Hrsg.): Kreditderivate. Handbuch für die Bank- und Anlagepraxis. 3. überarb. Aufl. Schäffer-Pöschel, Stuttgart 2015, ISBN 978-3-7910-3319-8, S. 389–434.

- als Hrsg. mit Jean-Claude Zerey: Handbuch Verbriefungen in memoriam Ulrich Bosch († 2004), Syndikus Deutsche Bank AG. Verlag für Wirtschaftsdokumentation, Berlin 2005, ISBN 3-934973-38-8.
- mit Beatrice von Sydow: Eigenkapitalanforderungen für Operationelles Risiko. In: Simon G. Grieser, Manfred Heemann: Europäisches Bankaufsichtsrecht. Frankfurt School Verlag, Frankfurt 2016, ISBN 978-3-940913-51-7, S. 675–702.
- Eigenmittelanforderungen für Marktrisiken. In: Simon G. Grieser, Manfred Heemann: Europäisches Bankaufsichtsrecht. Frankfurt School Verlag, Frankfurt 2016, ISBN 978-3-940913-51-7, S. 703–724.
- als Mitautor: Beiträge in Dieter Krimphove, Oliver Kruse (Hrsg.): MaComp. Kommentar. C. H. Beck, München, 2. Auflage 2019, ISBN 978-3-406-67994-0.

- als Hrsg. und Verfasser mit Andreas Schwennike: Kreditwesensgesetz (KWG) mit Zahlungsdiensteaufsichtsgesetz (ZAG). Kommentar. C. H. Beck, München; 4. Aufl. 2021, ISBN 978-3-406-72455-8.
- als Hrsg. und Verfasser: Banken- und Wertpapieraufsicht. Handbuch. C. H. Beck, München 2015; 2. Aufl. 2023, ISBN 978-3-406-72428-2.